# Зведений індекс національного потенціалу
Загальний індекс національного потенціалу (англ. Composite Index of National Capability, CINC) — статистичний показник національної сили створений Дж. Девідом Сінгером для проєкту Correlates of War в 1963 році. Він використовує середній відсоток шести різних світових показників. Показники відображають демографічну, економічну та військову силу. Подальші дослідження, як правило, використовують бали CINC, як сконцентрованіші на найбільш актуальних показниках, ніж ВВП. Це досі один з «найвідоміших і найбільш прийнятних методів для вимірювання національного потенціалу». CINC враховує лише жорстку силу і не може дати загальну оцінку національної сили.

## Методологія
Кожен показник є відсотком від загальносвітового значення.
Коефіцієнт={\displaystyle {\frac {Country}{World}}}
CINC = {\displaystyle {\frac {TPR+UPR+ISPR+ECR+MER+MPR}{6}}}
Де:
- TPR = коефіцієнт загальної чисельності населення країни
- UPR = коефіцієнт міського населення країни
- ISPR = коефіцієнт виробництва заліза та сталі в країні
- ECR = коефіцієнт споживання первинної енергії
- MER = коефіцієнт військових витрат
- MPR = співвідношення військовослужбовців

## Список країн згідно рейтингу CINC
Країни проранжовано по рейтингу за даними на 2011 рік.

Comparison of CINC values of USA, UK, China and Russia since 1896.

| Позиція | Країна                           | Індекс CINC |
| ------- | -------------------------------- | ----------- |
| 1       | КНР                              | 0.198566    |
| 2       | США                              | 0.142149    |
| 3       | Індія                            | 0.073444    |
| 4       | Японія                           | 0.042675    |
| 5       | Росія                            | 0.039274    |
| 6       | Бразилія                         | 0.024545    |
| 7       | Німеччина                        | 0.024082    |
| 8       | Південна Корея                   | 0.023878    |
| 9       | Велика Британія                  | 0.021158    |
| 10      | Франція                          | 0.018924    |
| 11      | Італія                           | 0.017420    |
| 12      | Туреччина                        | 0.014317    |
| 13      | Пакистан                         | 0.013772    |
| 14      | Індонезія                        | 0.013708    |
| 15      | Іран                             | 0.013450    |
| 16      | Північна Корея                   | 0.012925    |
| 17      | Мексика                          | 0.012269    |
| 18      | Україна                          | 0.011835    |
| 19      | Іспанія                          | 0.011389    |
| 20      | Саудівська Аравія                | 0.010883    |
| 21      | Канада                           | 0.010683    |
| 22      | Єгипет                           | 0.009713    |
| 23      | Бангладеш                        | 0.008060    |
| 24      | Республіка Китай                 | 0.008010    |
| 25      | Таїланд                          | 0.007973    |
| 26      | Нігерія                          | 0.007792    |
| 27      | Австралія                        | 0.007612    |
| 28      | В'єтнам                          | 0.007113    |
| 29      | Польща                           | 0.006939    |
| 30      | М'янма                           | 0.006395    |
| 31      | ПАР                              | 0.006316    |
| 32      | Колумбія                         | 0.006174    |
| 33      | Філіппіни                        | 0.005722    |
| 34      | Нідерланди                       | 0.005646    |
| 35      | Алжир                            | 0.005290    |
| 36      | Ірак                             | 0.005222    |
| 37      | Аргентина                        | 0.004721    |
| 38      | Венесуела                        | 0.004559    |
| 39      | Марокко                          | 0.004471    |
| 40      | Сирія                            | 0.004454    |
| 41      | Малайзія                         | 0.004403    |
| 42      | ДР Конго                         | 0.004175    |
| 43      | Ефіопія                          | 0.003895    |
| 44      | Бельгія                          | 0.003858    |
| 45      | Греція                           | 0.003813    |
| 46      | Ізраїль                          | 0.003638    |
| 47      | Казахстан                        | 0.003233    |
| 48      | Сінгапур                         | 0.003226    |
| 49      | Румунія                          | 0.003213    |
| 50      | Судан                            | 0.003107    |
| 51      | Чилі                             | 0.003076    |
| 52      | Перу                             | 0.002986    |
| 53      | ОАЕ                              | 0.002980    |
| 54      | Австрія                          | 0.002979    |
| 55      | Ангола                           | 0.002572    |
| 56      | Швеція                           | 0.002557    |
| 57      | Білорусь                         | 0.002483    |
| 58      | Чехія                            | 0.002353    |
| 59      | Узбекистан                       | 0.002256    |
| 60      | Еритрея                          | 0.002157    |
| 61      | Фінляндія                        | 0.002144    |
| 62      | Танзанія                         | 0.002078    |
| 63      | Шрі-Ланка                        | 0.001932    |
| 64      | Португалія                       | 0.001841    |
| 65      | Кенія                            | 0.001777    |
| 66      | Лівія                            | 0.001763    |
| 67      | Норвегія                         | 0.001640    |
| 68      | Камбоджа                         | 0.001608    |
| 69      | Угорщина                         | 0.001556    |
| 70      | Еквадор                          | 0.001556    |
| 71      | Ємен                             | 0.001518    |
| 72      | Данія                            | 0.001493    |
| 73      | Йорданія                         | 0.001448    |
| 74      | Непал                            | 0.001437    |
| 75      | Афганістан                       | 0.001433    |
| 76      | Болгарія                         | 0.001422    |
| 77      | Словаччина                       | 0.001420    |
| 78      | Кувейт                           | 0.001352    |
| 79      | Куба                             | 0.001334    |
| 80      | Уганда                           | 0.001320    |
| 81      | Азербайджан                      | 0.001279    |
| 82      | Оман                             | 0.001217    |
| 83      | Кот-д'Івуар                      | 0.001173    |
| 84      | Гана                             | 0.001109    |
| 85      | Швейцарія                        | 0.001083    |
| 86      | Болівія                          | 0.001050    |
| 87      | Зімбабве                         | 0.001032    |
| 88      | Мозамбік                         | 0.000994    |
| 89      | Домініканська Республіка         | 0.000974    |
| 90      | Камерун                          | 0.000969    |
| 91      | Сербія                           | 0.000951    |
| 92      | Катар                            | 0.000884    |
| 93      | Ліван                            | 0.000844    |
| 94      | Туніс                            | 0.000822    |
| 95      | Гватемала                        | 0.000789    |
| 96      | Нова Зеландія                    | 0.000771    |
| 97      | Замбія                           | 0.000749    |
| 98      | Туркменістан                     | 0.000711    |
| 99      | Мадагаскар                       | 0.000697    |
| 100     | Буркіна-Фасо                     | 0.000659    |
| 101     | Сенегал                          | 0.000645    |
| 102     | Ірландія                         | 0.000635    |
| 103     | Вірменія                         | 0.000614    |
| 104     | Руанда                           | 0.000581    |
| 105     | Хорватія                         | 0.000580    |
| 106     | Сальвадор                        | 0.000575    |
| 107     | Чад                              | 0.000568    |
| 108     | Бурунді                          | 0.000562    |
| 109     | Гаїті                            | 0.000542    |
| 110     | Сомалі                           | 0.000531    |
| 111     | Малаві                           | 0.000527    |
| 112     | Малі                             | 0.000516    |
| 113     | Нігер                            | 0.000505    |
| 114     | Грузія                           | 0.000504    |
| 115     | Уругвай                          | 0.000474    |
| 116     | Лаос                             | 0.000471    |
| 117     | Гвінея                           | 0.000458    |
| 118     | Гондурас                         | 0.000454    |
| 119     | Парагвай                         | 0.000450    |
| 120     | Литва                            | 0.000442    |
| 121     | Люксембург                       | 0.000428    |
| 122     | Боснія і Герцеговина             | 0.000400    |
| 123     | Сьєрра-Леоне                     | 0.000393    |
| 124     | Бахрейн                          | 0.000390    |
| 125     | Нікарагуа                        | 0.000388    |
| 126     | Бенін                            | 0.000370    |
| 127     | Республіка Конго                 | 0.000361    |
| 128     | Киргизстан                       | 0.000357    |
| 129     | Тринідад і Тобаго                | 0.000354    |
| 130     | Таджикистан                      | 0.000352    |
| 131     | Словенія                         | 0.000346    |
| 132     | Молдова                          | 0.000346    |
| 133     | Латвія                           | 0.000345    |
| 134     | Того                             | 0.000297    |
| 135     | Мавританія                       | 0.000290    |
| 136     | Албанія                          | 0.000276    |
| 137     | Північна Македонія               | 0.000270    |
| 138     | Естонія                          | 0.000253    |
| 139     | Монголія                         | 0.000249    |
| 140     | Коста-Рика                       | 0.000240    |
| 141     | Папуа Нова Гвінея                | 0.000237    |
| 142     | Ліберія                          | 0.000223    |
| 143     | Центральноафриканська Республіка | 0.000206    |
| 144     | Кіпр                             | 0.000202    |
| 145     | Панама                           | 0.000196    |
| 146     | Ямайка                           | 0.000192    |
| 147     | Ботсвана                         | 0.000187    |
| 148     | Намібія                          | 0.000179    |
| 149     | Габон                            | 0.000153    |
| 150     | Бруней                           | 0.000150    |
| 151     | Джибуті                          | 0.000145    |
| 152     | Чорногорія                       | 0.000133    |
| 153     | Гвінея-Бісау                     | 0.000132    |
| 154     | Східний Тимор                    | 0.000113    |
| 155     | Екваторіальна Гвінея             | 0.000109    |
| 156     | Лесото                           | 0.000098    |
| 157     | Фіджі                            | 0.000081    |
| 158     | Маврикій                         | 0.000062    |
| 159     | Суринам                          | 0.000058    |
| 160     | Есватіні                         | 0.000057    |
| 161     | Гамбія                           | 0.000051    |
| 162     | Гаяна                            | 0.000049    |
| 163     | Бутан                            | 0.000046    |
| 164     | Багамські Острови                | 0.000044    |
| 165     | Ісландія                         | 0.000043    |
| 166     | Мальдіви                         | 0.000035    |
| 167     | Мальта                           | 0.000029    |
| 168     | Коморські Острови                | 0.000024    |
| 169     | Кабо-Верде                       | 0.000022    |
| 170     | Беліз                            | 0.000021    |
| 171     | Барбадос                         | 0.000020    |
| 172     | Соломонові Острови               | 0.000013    |
| 173     | Сан-Томе і Принсіпі              | 0.000006    |
| 174     | Вануату                          | 0.000006    |
| 175     | Самоа                            | 0.000005    |
| 176     | Сент-Люсія                       | 0.000005    |
| 177     | Сейшельські Острови              | 0.000004    |
| 178     | Сан-Марино                       | 0.000003    |
| 179     | Монако                           | 0.000003    |
| 180     | Антигуа і Барбуда                | 0.000003    |
| 181     | Федеративні Штати Мікронезії     | 0.000003    |
| 182     | Гренада                          | 0.000003    |
| 183     | Сент-Вінсент і Гренадини         | 0.000003    |
| 184     | Тонга                            | 0.000003    |
| 185     | Андорра                          | 0.000003    |
| 186     | Кірибаті                         | 0.000002    |
| 187     | Домініка                         | 0.000002    |
| 188     | Ліхтенштейн                      | 0.000002    |
| 189     | Сент-Кіттс і Невіс               | 0.000002    |
| 190     | Маршаллові Острови               | 0.000001    |
| 191     | Палау                            | 0.000001    |
| 192     | Науру                            | 0.000000    |
| 193     | Тувалу                           | 0.000000    |